# Nikolai Wassiljewitsch Pinegin

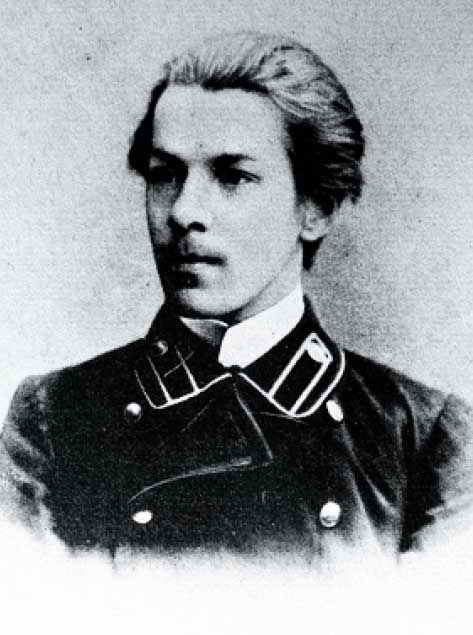
Nikolai Wassiljewitsch Pinegin (1905)

Nikolai Wassiljewitsch Pinegin (russisch Николай Васильевич Пинегин; * 28. Apriljul. / 10. Mai 1883greg. in Jelabuga; † 18. Oktober 1940 in Leningrad) war ein russisch-sowjetischer Maler, Schriftsteller und Polarforscher.

## Leben
Pinegins Vater Wasili Pinegin war reisender Tierarzt, verwandt mit dem Maler Iwan Schischkin, und bekam mit seiner Frau Matrjona Fjodorowna drei Kinder, nach deren Tod er 1893 wieder heiratete und vier Töchter bekam. Pinegin erinnerte sich nicht gern an seine Kindheit. Er besuchte die Realschule des Gouvernements Wjatka und nach dem Umzug der Familie Perm das dortige Jungengymnasium. Wegen Ungehorsams (Verweigerung des Kirchenbesuchs) wurde er aus der 5. Klasse ausgeschlossen.
Pinegin verließ 1900 die Familie. Er ging nach Kasan, malte Porträts, spielte in einer Blaskapelle und schloss sich einer Wandergruppe an. 1901 wurde er ohne Prüfung als Gasthörer in die Kasaner Kunstschule aufgenommen. Seinem Antrag auf Einschreibung als Schüler der IV. Klasse unter Verzicht auf Arithmetik- und Geographie-Prüfungen wurde im Hinblick auf sein Gymnasiumszeugnis der 4. Klasse im Februar 1902 stattgegeben.
Angeregt durch die allgemeine Begeisterung für den Norden sparte Pinegin Geld für eine künstlerische Reise in den Norden und plante mit seinen Freunden die Reise für den Sommer 1904. Mit ihrem Brief an den Vorsitzenden der Kaiserlichen Russischen Geographischen Gesellschaft (RGO) Großfürst Nikolai Michailowitsch mit ihrem Plan für die Untersuchung des Zustands des Katharina-Nordkanals, der den Nebenfluss Dschuritsch der Südlichen Keltma mit der Nördlichen Keltma verbindet, erbaten sie Karten, Vermessungsgerät und einen Zuschuss von 50 Rubel. Die materielle Unterstützung wurde wegen fehlender Angaben über die Qualifikationen der angegebenen Personen nicht gewährt, aber die Expedition erhielt den Schutz der RGO und einen Brief an die lokalen Behörden zur Unterstützung der jungen Leute. Mit dem ersparten Geld wurden Vorräte gekauft, und ein Zelt wurde geliehen. Die Freunde erreichten Ussolje, wo sie von den Bewohnern für ihre Expedition ein Treidelboot für 3 Rubel erwarben. Nur mühselig bewegten sie sich vorwärts, aber bald endete die Expedition unglücklich. Durch eine Explosion beim Patronenfüllen verletzte sich Pinegin an der Hand mit Verstümmelung eines Fingers und wurde auf einem Dampfschiff zu seinen Verwandten nach Perm gebracht. Seine Freunde kehrten zurück, wobei einer von ihnen durch einen versehentlich ausgelösten Schuss zu Tode kam.
1906 wurde Pinegin Zeichner bei der Ostchinesischen Eisenbahn. 1907 wechselte er als Vermesser zum Saratower Artel. Er malte weiter und studierte in St. Petersburg an der Kunsthochschule der Kaiserlichen Akademie der Künste. Im Sommer 1909 ging er zu Verwandten in Archangelsk. Er schloss sich der neuen Gesellschaft zur Erforschung des Russischen Nordens an, deren Vorsitzender Alexander Schidlowski ihn mit einem Empfehlungsschreiben kostenlos zur Halbinsel Kola schickte. Auf dem Dampfschiff Nikolai für dienstreisende Beamte fuhr er durchs Weiße Meer an der Kola-Küste entlang. Er fertigte viele Zeichnungen an und schrieb einen ausführlichen Bericht. 1909 und 1910 veröffentlichte er Artikel über die Ainow-Inseln und Märchen des lappländischen Nordens.
Anfang 1910 war Pinegin Student der von Mykola Samokysch geleiteten Militärkunst-Klasse der Akademie der Künste. Mit dem Honorar für eine weitere Veröffentlichung von 100 Rubeln und Ersparnissen von 20 Rubeln begann Pinegin eine neue Reise. Mit der ersten Fahrt der Archangelsk-Murmansk-Schelldampfschifffahrtsgesellschaft fuhr er zur Sewerny-Insel Nowaja Semljas. Auf dem Schiff fuhren Zimmerleute und Hydrographen unter dem Kommando Georgi Sedows mit, die eine Basisstation für hydrographische Untersuchungen aufbauen sollten. Pinegin schloss sich Sedows Expedition an und ging mit ihr im Juli 1910 an der Krestowaja-Landzunge an Land. Er beteiligte sich an der Arbeit der Wissenschaftler und nahm an der Fahrt zum Kap Schelanija am Nordende der Insel teil. Er sah erstmals, wie ein Gletscher ins Meer glitt und ein Eisberg entstand, der dann mit einer Kanone beschossen wurde. Norwegische Wilderer wurden angetroffen, deren auf der Flucht zurückgelassene Felle aufgenommen und versiegelt wurden. Im September 1910 kehrte er mit Sedow nach Archangelsk zurück.
Pinegins Nowaja-Semlja-Studien wurden in St. Petersburg auf der Akademie-Ausstellung gezeigt und machten ihn bekannt. Eine Studie wurde in der Zeitschrift Niwa 1911 reproduziert. Er war inzwischen verheiratet und hatte drei Kinder. Im Sommer 1911 arbeitete er wieder bei der Ostchinesischen Eisenbahn nun als Vermesser an der Strecke Harbin–Manjur.

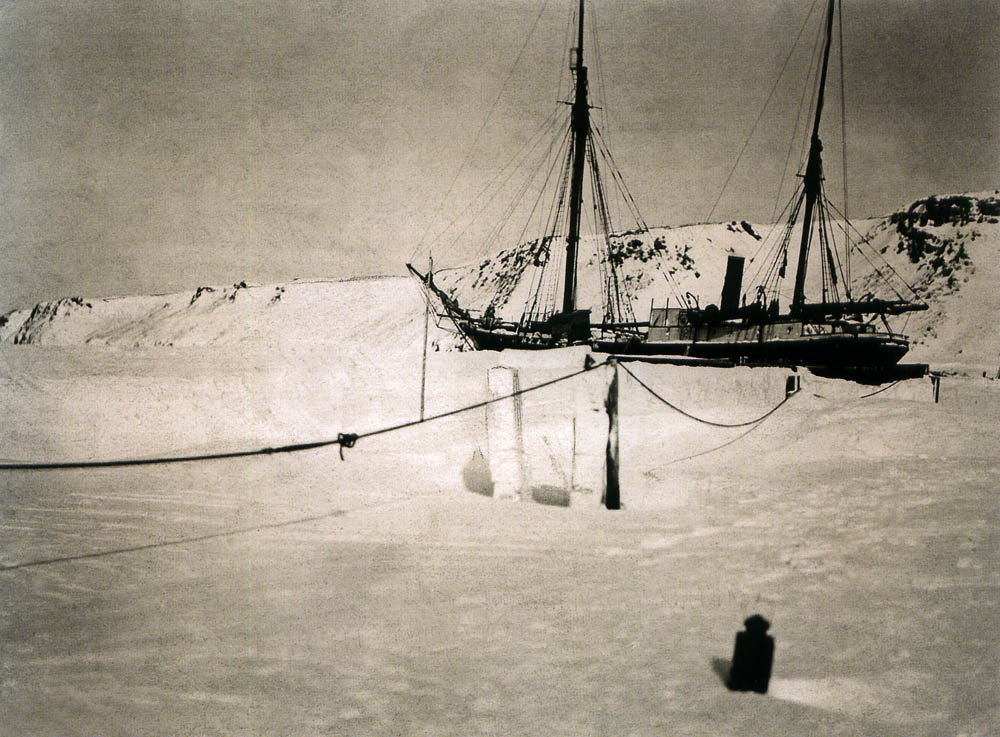
Überwinternde St. Phokas bei Mondlicht

Pinegin blieb in Kontakt mit Sedow, der ihn einlud, an seiner Nordpol-Expedition teilzunehmen. Als Pinegin im Mai 1912 nach Archangelsk kam, um dort zu arbeiten und zu malen, glaubte er nicht an die Realisierung der Nordpol-Expedition. Der Polarforscher Wladimir Russanow riet ihn von einer Zusammenarbeit mit Sedow ab und lud ihn zu seiner Spitzbergen-Expedition ein. Ein Telegramm Sedows veranlasste jedoch Pinegin, für den Einkauf der Ausrüstung nach St. Petersburg zu eilen, da der Verleger Alexei Suworin die Unterstützung der Expedition Sedows zugesagt hatte. Das Marine-Ministerium genehmigte nicht den Einsatz eines Funkers, sodass die mühselig erworbene Funkanlage zurückgelassen werden musste. Im August 1912 verweigerte die Archangelsker Hafenbehörde die Ausfahrt des Expeditionsschiffes St. Phokas wegen Überladung. Sedow ließ einen Teil des Proviants und der Ausrüstung einschließlich eines Primus-Kochers ausladen mit Ausnahme einer Filmkamera, die von Pinegin bedient werden sollte. Der Kapitän, der Steuermann, der Mechaniker und der Bootsmann der Phokas kündigten mit ihren Assistenten, sodass schnell eine neue Mannschaft angeheuert werden musste. Nach Pinegins Liste bestand die Besatzung aus 22 Mann.
Ende August 1912 legte die Phokas mit einem Kohle-Vorrat für 23–25 Tage Richtung Norden ab. Nach Stürmen erreichte die Expedition die Krestowaja-Landzunge der Sewerny-Insel, dessen Vermessungspunkt für die Überprüfung der Schiffschronometer benutzt wurde. Bei der Weiterfahrt fror die Phokas Ende September ein, sodass die Expedition auf dem Schiff überwintern musste. Der schwindende Kohlevorrat war durch Treibholz ergänzt worden. Die Mannschaft war mit russischer Winterkleidung, Pelzen der Nenzen und Eskimo-Kleidung ausgestattet. Das Oberdeck war mit Brettern und Erde isoliert, und die Luken waren mit Filz abgedichtet. Die Offiziere und Wissenschaftler hatten Schlaf- und Aufenthaltsräume. Pinegin wurde zum Meteorologie-Assistenten ernannt. Mit Sedow erkundete Pinegin 7 Tage lang die benachbarten Süd-Krestowaja-Inseln im Westen. Die meisten Schlittenhunde waren für die Zwecke der Expedition nicht geeignet. Im Mai 1913 erkundete Pinegin mit einem Matrosen die Seeseiten verschiedener Inseln. Die Wetter- und Gezeiten-Messungen erfolgten alle zwei Stunden. Aufgrund der Klassenunterschiede missachteten die Offiziere und Wissenschaftler die Bedürfnisse der Mannschaftsmitglieder, und es kam zu Konflikten.
Im Sommer 1913 steckte die Phokas immer noch im Eis fest. Im Juli 1913 wurde Kapitän Sacharow mit einigen Männern und Skorbut-Patienten zum Basis-Lager auf der Krestowaja-Landzunge geschickt, um Post nach Archangelsk aufzugeben. In einem Brief bat Sedow das Expeditionskomitee, ein Schiff mit Kohle, Vorräten und zusätzlichen Schlittenhunden nach Franz-Josef-Land zu schicken. Stattdessen begab sich Sacharow mit seiner Gruppe direkt zum Matotschkin Schar, von wo er auf einem vorbeikommenden Schiff aufs Festland zurückkehrte. Sedow blieb ohne Antwort und vermaß die gesamte Nordküste der Sewerny-Insel. Pinegin filmte Jagden eines Bären auf eine Robbe, worauf der Bär von Pinegins Hunden erbeutet wurde.
Erst Anfang September 1913 konnte die Phokas sich aus dem Eis lösen und nach Franz-Josef-Land zum Kap Flora im Westen der Northbrook-Insel kommen, worauf der Kohlevorrat fast erschöpft war. Das für die Fahrt Admirals Stepan Makarow 1899 mit dem Eisbrecher Jermak angelegte Kohlelager war von der misslungenen Nordpol-Expedition Anthony Fialas 1903–1905 benutzt worden. Die Überwinterung auf der Northbrook-Insel wurde für aussichtslos gehalten. Im September wurde noch die Hooker-Insel erreicht. In der von Sedow benannten Buchta Tichaja, in der es nicht zu den gefürchteten Eispressungen kam, begann die zweite Überwinterung. Skorbut breitete sich aus, und auch Sedow litt darunter. Nur wenige, darunter Pinegin, blieben frei davon. Im Januar 1914 wurde der Mannschaftsraum wegen der Kälte geschlossen, und die Mannschaft lebte mit den Offizieren zusammen. Trotz allem gab Sedow sein Ziel, den Nordpol zu erreichen, nicht auf. Im Februar 1914 machte er sich mit zwei Matrosen, 20 Hunden und drei Hundeschlitten auf den Weg nach Norden. Im März 1914 kamen die völlig erschöpften Matrosen zum Schiff zurück und meldeten den Tod Sedows. Wegen ihrer Irrwege konnten sie nicht den genaueren Todesort Sedows angeben. Pinegin erreichte mit dem Schiffszimmermann nach zwei Tagen das Kap Flora und holte aus dem Winterhaus Eira auf der Bell-Insel (errichtet 1881 von Teilnehmern der Expedition von Benjamin Leigh Smith) Vorräte. Als sie zurückkamen, hatte sich die Mannschaft dank der Bärenjagd vom Skorbut erholt. Im Juli 1914 war die Mannschaft für die Rückfahrt bereit. Die wissenschaftlichen Materialien waren in Zinkkisten versiegelt. Der Dampfkessel wurde mit zersägten Teilen der Stengen und des Schanzkleids mit Walrossfett geheizt. Bald nach der Abfahrt lief die Phokas auf Grund. Frischwasser wurde abgelassen, und ein Anker mit Kette wurde abgeworfen. Das Eis trieb das Schiff zurück ins Wasser. In der Umgebung des Kaps Flora war Pinegin aufgrund seiner Ortskenntnis der Steuermann. Sie entdeckten ein sich näherndes Kajak mit dem Steuermann Walerian Albanow und dem Matrosen Alexander Konrad der Brussilow-Expedition und nahmen sie auf. Nachdem Bauten auf der Inselküste zu Brennmaterial verarbeitet worden war, suchte im August die Phokas zunächst vergeblich nach Überlebenden der Brussilow-Expedition, um dann die Rückfahrt nach Süden anzutreten. Dann ging das Brennmaterial aus, und das Schiff trieb 9 Tage lang eingeschlossen im Eis. Als sich eine Fahrrinne öffnete, wurden die Holzaufbauten des Schiffs verheizt. Auf dem eisfreien Meer wurden Segel gesetzt. Schließlich wurde der Lagerplatz auf der Halbinsel Kola an der Rynda erreicht. Es zeigte sich, dass nach den vermissten Expeditionen Sedows, Brussilows und Russanows eine Suchexpedition unter der Leitung Ischak Isljamows ausgeschickt worden war. Die überlebenden Expeditionsmitglieder wurden von einem vorbeikommenden Dampfschiff auf Kosten des Kapitäns nach Archangelsk mitgenommen. Auch die Phokas wurde nach Archangelsk abgeschleppt.
Nach der Rückkehr nach Petrograd im Herbst 1914 nach Beginn des Ersten Weltkriegs stand Pinegin im Mittelpunkt des öffentlichen Interesses. Auf der Akademie-Frühjahrsausstellung 1915 stellte er eine Reihe seiner Studien aus. Er erhielt den Kuindschi-Preis I. Klasse, und einige Werke wurden von Museen und Privatpersonen gekauft. 1916 schloss er sein Studium an der Akademie ab. Wegen des Krieges konnte er nicht das Diplom-Gemälde anfertigen, sondern kam in die Geschichtsabteilung der Schwarzmeerflotte in Sewastopol. Für die Frühjahrsausstellung 1917 erhielt er einen längeren Urlaub, sodass er sich an der Februarrevolution 1917 beteiligte. Im März 1917 wurde Pinegins Dokumentarfilm über Sedows Expedition in Petrograd uraufgeführt. Alexander Chanschonkow hatte den Film angeregt und den Schnitt beeinflusst.
Pinegin wurde von der Akademie der Künste in den Sowjet der Arbeiter und Bauern gewählt, aber er zog es vor, auf die Krim zurückzukehren. Auf Einladung des Dichters Sergei Makowski leitete Pinegin ein Kunststudio in Simferopol. Nach der Oktoberrevolution nahm er im Oktober 1918 an einer Ausstellung der Kunst auf der Krim teil – zusammen mit Saweli Sorin, Sergei Sudeikin und den Brüdern Nikolai und Wassili Milioti. Infolge der wechselnden Verhältnisse im Bürgerkrieg wurde das Studio in Simferopol geschlossen, sodass Pinegin nach Sewastopol zurückkehrte. 1919 lernte er den Journalisten Georgi Grebenschtschikow kennen, der einen Artikel über Pinegin und seine Vorträge veröffentlichte und den Pinegin porträtierte. Sie wandten sich an den Außenminister der weißen Wrangel-Regierung Peter Struve wegen ihrer Ausreise mit ihren Familien nach Europa. Per Telegramm wurde der Botschafter der Provisorischen Regierung Wassili Maklakow angewiesen, die Visa auszustellen. Grebenschtschikow kam mit seiner Frau im September 1920 nach Istanbul, während Pinegin wegen der offiziellen Abfertigung seiner Bilder und Diapositive erst im Oktober 1920 nach Istanbul kam.
Pinegin gelang es nicht, sogleich nach Paris weiterzukommen. Er arbeitete als Schauermann, malte Schilder und führte Ausflüge zu byzantinischen Denkmälern durch. Er lernte den Schriftsteller Iwan Sokolow-Mikitow kennen, der als Matrose auf einem Schiff arbeitete.
Erst 1921 erhielt Pinegin ein Visum, worauf er nach Prag ging. Dank der Hilfe von Bekannten bekam er den Auftrag des Národní divadlo für das Bühnenbild der Oper Boris Godunow. Seine finanzielle Situation blieb schwierig, sodass er im Frühjahr 1922 nach Berlin ging. Eine Erzählung Pinegins aus einem Sammelband von 1910 wurde in einer Zeitschrift veröffentlicht. Er arbeitete mit dem Verlag J. A. Gutnows zusammen. Er schuf Buchillustrationen für Werke Alexei Remisows, deren Veröffentlichungen nicht gelangen. Am erfolgreichsten war die Illustrierung eines Romans Mark Aldanows. Im Sommer 1922 machte Sokolow-Mikitow Pinegin mit Maxim Gorki bekannt, der sich für die Tagebücher der Sedow-Expedition interessierte und ihre Veröffentlichung vorschlug. Das Ergebnis war das Buch über die eisigen Weiten, das von Literaturkritikern und Polarforschern beachtet wurde und die Aufmerksamkeit Alexei Tolstois erregte.
Pinegin wollte nun in die Heimat zurückkehren. Möglich wurde dies, als der Reporter der Berliner Golos Rossii B. M. Schenfeld-Rossow das sowjetische Volkskommissariat für innere Angelegenheiten überzeugte, dass Pinegin nicht an der weißen Bewegung teilgenommen hatte. 1923 kam Pinegin nach Petrograd zurück, und 1924 erschien das Buch über die eisigen Weiten. Ihm wurde vorgeschlagen, die Arbeit zur Arktis-Thematik fortzuführen.
Pinegin wurde in der Polar-Kommission der Akademie der Wissenschaften der UdSSR angestellt. Er entwickelte einen Plan zur Erforschung des Nordens der Erde. Ein Segel-Motor-Schiff sollte im Sommer 1924 ausgeschickt werden, was aus finanziellen Gründen nicht möglich war. Stattdessen wurde er zur Nord-Hydrographie-Expedition unter der Leitung Nikolai Jewgenows zur Ermöglichung einer regelmäßigen Schifffahrtsverbindung des europäischen Russlands mit Ob und Jenissei abgeordnet, zu der eine Junkers Ju 20 mit dem Piloten Boris Tschuchnowski gehörte. Die Expedition verließ Archangelsk am 9. August 1924 und erreichte nach 5 Tagen Nowaja Semlja. Wegen des stürmischen Wetters fand der erste Flug Tschuchnowskis erst am 21. August statt. Der Flug mit dem Beobachter Pinegin folgte am 25. August zur Insel Mechrengina. Anhand der Wasserfarbe beurteilte er den Meeresgrund. Er machte Luftaufnahmen unter extremen Bedingungen.
1925 wurde Pinegin in das Komitee zur Organisation einer Expedition nach Sewernaja Semlja berufen, das damals noch Nikolaus-II.-Land hieß. Im November 1925 legte er seinen eigenen Plan vor, nach dem ein Segel-Motor-Schiff mit 7 Mann, 30 Schlittenhunden und Vorräten für ein halbes Jahr nach der Überwinterung auf der Taimyrhalbinsel auf einer Schlittenbahn nach Sewernaja Semlja kommen sollte. Allerdings war ein solches Schiff nicht vorhanden, und für einen Kauf oder Umbau fehlte das Geld. 1926 veröffentlichte er das Tagebuch der Brussilow-Expedition Walerian Albanows mit einem eigenen Vorwort.
Anfang 1927 wurde Pinegin von der Kommission für Untersuchungen in der Jakutischen ASSR beauftragt, eine geophysikalische Basisstation auf der Großen Ljachow-Insel zu erstellen, die mit dem geophysikalischen Laboratorium in Jakutsk zusammenarbeiten sollte. Dafür war eine Funkstelle mit Kurz- und Langwelle vorgesehen. Der Standort sollte das Kap Schalaurow sein, wenn nicht Pinegin einen anderen Ort vorzöge. Zum Kommando für die Station gehörten der Geologe Michail Jermolajew, der Hydrologe K. D. Tiran, der Geograph und Biologe A. N. Smessow, der Funker W. W. Iwanjuk und der Fahrer W. I. Uschakow. Für die Versorgung wurde der 55-Tonnen-Schoner Polarstern mit dem Kapitän Juri Tschirichin von der Kolyma zur Lena verlegt. Unter dem Kommando Pinegins kam die Polarstern nach Jakutsk, wo sie gewartet und instand gesetzt wurde. Am 20. Juli 1928 fuhr die Polarstern mit dem Kommando und einem Lastkahn im Schlepp los, nahm Kohlen und Vorräte für ein Jahr einschließlich Heu für die vier Kühe der Expedition und erreichte Bulun am 31. Juli. Im Fischerdorf auf der Bykowski-Halbinsel wurden die von Pinegin im Vorjahr ausgewählten Schlittenhunde abgeholt. Nach dem Besuch Tiksis stieß die Polarstern am 1. August auf festes Eis. Durch Lücken erreichte der Schoner schließlich am 26. August die Große Ljachow-Insel und verließ sie nach Entladung am 1. September in Eile. Ein von Otto Sverdrup gebautes norwegisches Motorboot war dem Kommando überlassen worden. Das Kommando baute ein Winterfertighaus und eine Lagerbaracke mit Tonnendach für die Vorräte auf. Die regelmäßigen Beobachtungen begannen am 21. Oktober. Am 26. November 1928 schickte das Präsidium der Akademie der Wissenschaften ein vom Vorsitzenden Sergei Oldenburg unterzeichnetes Glückwunsch-Funktelegramm. Am 2. Dezember stieg ein Wetterballon auf, der mit einem Theodolit bis zu einer Höhe von eineinhalb Kilometern verfolgt werden konnte.
Im März 1929 kam die Botschaft, dass die Polarstern im Lenadelta festlag und nicht nach Jakutsk kam. Die Versorgungsfahrt zur Großen Ljachow-Insel im Sommer war nun nicht mehr möglich. Auch das Hilfsschiff aus Wladiwostok kam nicht durch. Das Kommando musste also bis Dezember sparsam leben, um dann auf dem Eis zurückkehren zu können. Vier Mann sollten dableiben und sich durch Jagd ernähren. Am 30. März zog Pinegin mit einer kleinen Gruppe bei extremer Kälte los zu einem Pelzjägerlager Wankin auf dem Festland und weiter mit 60–80 km pro Tag zum Dorf Kasatsche an der Jana-Mündung, wo sie am 11. April ankamen. Sie blieben dort 17 Tage, kauften Vorräte und 17 gesattelte Rentiere auf Kredit und begannen am 18. April den Rückmarsch. Nach der Rückkehr wurde trotz der Stürme auf der Kotelny-Insel die Karte der Küstenlinie vom Kap Medwesch bis zum Balyktach überprüft und geklärt. Im November wurde wieder der Hunger gespürt. Der versprochene Personalwechsel fand nicht rechtzeitig statt, weil das Rettungsschiff im Eis stecken geblieben war. Pinegin blieb mit dem Zimmermann W. Badejew in der Station, nachdem er die anderen Mitglieder des Kommandos zu den zurückkehrenden Pelzjägern geschickt hatte. In der Nacht des 19. Dezembers 1929 kam der Funker Andrejew der neuen Gruppe an, während der Rest zwei Tage später eintraf. Pinegin übergab die Arbeiten und zog am 27. Dezember mit Badejew ab auf der Schlittenbahn, um am 15. Januar 1930 in Kasatsche anzukommen. Am 23. Januar ging Pinegin allein weiter auf dem Rentierweg nach Werchojansk. Zurück in Leningrad schrieb Pinegin auf der Grundlage der Expeditionsmaterialien zwei Bücher und wissenschaftliche Fachartikel. Seine Ergebnisse benutzte das Geophysikalische Hauptobservatorium in Leningrad für die Erstellung des Wolkenatlas.
Im November 1930 wurde im Leningrader Arktis-Institut auf Initiative Rudolf Samoilowitschs, Juli Schokalskis, Wladimir Wieses, Jakow Gakkels und Alexander Laktionows ein Museum gegründet, zu dessen Lejter Pinegin ernannt wurde. Von Intourist wurde 1931 eine touristische Reise mit dem Eisbrecher Malygin zum Franz-Josef-Land in Konkurrenz zu Spitzbergen organisiert. Auch wurden wissenschaftliche Untersuchungen im Rahmen des Internationalen Polarjahrs 1932 geplant. Reiseleiter war Wladimir Wiese mit Pinegin als Stellvertreter. Eine Sensation war die Begegnung des Starrluftschiffs Graf Zeppelin, in dem Samoilowitsch und Ernst Krenkel mitflogen, mit der Malygin, auf der Pinegins Freund und Iswestija-Korrespondent Iwan Sokolow-Mitikow, Pawel Judin, Umberto Nobile (auf der Suche seiner 1928 verschwundenen Italia-Mannschaft), Lincoln Ellsworth und Iwan Papanin mitfuhren. Post wurde ausgetauscht, aber Luftaufnahmen wurden nicht der sowjetischen Seite übergeben. Im Internationalen Polarjahr 1932 brachte Pinegin mit der Malygin 29 Polarforscher unter der Leitung Iwan Papanins auf die Rudolf-Insel, auf der eine der 9 sowjetischen Polarbasen eingerichtet wurde. Touristen fuhren mit, darunter Vilhjálmur Stefánsson, und auch der Generalsekretär der Aeroarctic Walther Bruns.
Pinegin war weiter schriftstellerisch tätig. Seine Beziehungen zur Parteiorganisation des Arktis-Instituts hatten sich verschlechtert, worauf eine Denunziation beim NKWD einging. Als nach dem Kirow-Mord die Verfolgung der Leningrader Intellektuellen begann, wurde Pinegin im März 1935 ohne Gerichtsprozess für fünf Jahre nach Kasachstan verbannt. Er ließ sich in Schalqar nieder. Wladimir Wiese, Konstantin Fedin und andere setzten sich für Pinegin ein, sodass sein Fall überprüft wurde und er nach einigen Monaten nach Leningrad zurückkommen konnte. Allerdings durfte er nicht mehr im Arktis-Institut arbeiten.
Pinegin konnte sich nur noch der Malerei und der Literatur widmen. Im Haus des Dichters Alexander Gitowitsch wurde Pinegin mit Nikolai Sabolozki bekannt, der sich für Pinegins Schamanen-Erzählungen interessierte. In den späten 1930er Jahren stand Pinegin in Kontakt mit Weniamin Kawerin, der Pinegins Erzählungen in seinen Romanen verarbeitete. Dank der Bemühungen Maxim Gorkis erhielt Pinegin eine Wohnung im Leningrader Haus der Literaten und Künstler, wo er am häufigsten mit Michail Soschtschenko, Olga Bergholz und Wenjamin Kawerin verkehrte. Der Schriftsteller Ilja Braschnin begleitete 1939 Pinegin auf seiner letzten Polarfahrt anlässlich des 20. Jahrestags der Befreiung Murmansks von den Weißen und den ausländischen Interventionsstreitkräften im Bürgerkrieg. Pinegin begann einen Roman als Porträt Sedows zu schreiben, den er nicht mehr vollenden konnte.
Pinegin bekam mit seiner Frau Alewtina Jewlampijewna die Kinder Tatjana, Georgi (* 1906) und Dassid (* 1909). Während der Expeditionen des Vaters waren die Kinder in Internaten untergebracht. Tatjana wurde während der Leningrader Blockade nach Perm evakuiert, wo sie von der Familie Sokolow-Mikitow aufgenommen wurde. Georgi wurde Polarforscher und arbeitete im Arktis-Institut. Nach der Trennung der Ehe heiratete Pinegin die 18 Jahre jüngere Studentin Jelena Matwejewna Sewostjanowa, die er während der Revolution kennengelernt hatte. Sie war dann in der Sowjetunion geblieben und 1935 nach Kasachstan verbannt worden, wo sie als Journalisten arbeitete. Dort trafen sich die Eheleute wieder und kehrten schließlich nach Leningrad zurück. Auf Veranlassung Pinegins schloss sie ihr Studium am Herzen-Pädagogik-Institut ab und wurde dann Museumskuratorin. In dieser Ehe gab es keine Kinder.
Pinegin starb am 18. Oktober 1940 in Leningrad. Seine Asche wurde auf dem lutherischen Teil des Wolkowo-Friedhofs beigesetzt. Nach dem Deutsch-Sowjetischen Krieg wurde das Grab an die Literatenbrücken des Wolkowo-Friedhofs verlegt. 1950 wurde ein neues Grabdenkmal aufgestellt. Die Witwe Jelena Matwejewna Pinegina veröffentlichte 1968 einen Essay über ihren verstorbenen Mann.
Pinegins Namen tragen Kaps in Franz-Josef-Land und ein Berg im Wohlthatmassiv im ostantarktischen Königin-Maud-Land.